# 卡武亚 (埃雷拉省)
卡武亚是巴拿马埃雷拉省帕里塔区的一个城市，2010年是人口为1,092。 该市2000年时人口为1,144，1990年时人口为1,171。